# Liste der Fliegerhorste in Deutschland
Die Liste der Fliegerhorste in Deutschland ist eine Übersicht über die noch in der Nutzung befindlichen Militärflugplätze in der Bundesrepublik Deutschland, wie von der dafür zuständigen Behörde, dem Luftfahrtamt der Bundeswehr, geführt und im jeweils gültigen militärischen Luftfahrthandbuch (Mil-AIP) veröffentlicht ist.

## Vorbemerkungen
Fliegerhorst ist die Bezeichnung für einen Militärflugplatz der Luftstreitkräfte von Wehrmacht, Bundeswehr und Deutscher Marine.
Das Militär unterscheidet nicht zwischen Flughafen und Flugplatz, sondern nutzt die eigene, historisch gewachsene Bezeichnung Fliegerhorst. Daher umfasst diese Liste alle militärischen Einrichtungen mit fliegerischer Nutzung, unabhängig davon, ob sie aus ziviler Sicht als Flughafen oder Flugplatz kategorisiert werden würden. Die Heeresflieger nennen ihre Fliegerhorste grundsätzlich Heeresflugplatz oder einfach „Flugplatz“; auch der ehemalige Heeresflugplatz in Laupheim behielt seine Bezeichnung nach dem Transfer zur Luftwaffe. Manchmal wird jedoch zusätzlich die Bezeichnung Fliegerhorst (vor allem zur Ausschilderung im öffentlichen Straßenverkehr) verwandt. US-amerikanische Einrichtungen werden auch in Deutschland englischsprachig benannt.

Der Vollständigkeit halber sind auch die drei militärisch mitbenutzten zivilen Flughäfen, sowie die sechs „Army Heliports“ (AHP) beschrieben, da sie in der offiziell geführten Liste der „militärischen Flugplätze“ genannt werden. Diese Heliports werden nur von der US Army betrieben. Bei den Heliports handelt es sich zum Teil um ehemalige Fliegerhorste, die jedoch weiterhin von Hubschraubern angeflogen werden. Daher verfügen auch einige Heliports über eine Start- und Landebahn.
Weitere Informationen zu militärischen Flugplätzen sowie eine detaillierte Aufstellung über ehemalige und inaktive Fliegerhorste in Deutschland sowie den darauf stationierten Einheiten und Verbänden im Artikel Militärflugplatz. Informationen zu Flugplätzen ausländischer Streitkräfte in Deutschland auch im Artikel Ausländische Militärbasen in Deutschland.

## Aktive Fliegerhorste und Heliports
| Name                             | ICAO- Code | IATA- Code | Piste Code            | Piste Code | Piste Code              | Jahr        | Betreiber                                                 | Stationierter militär. Verband                             | Bundes- land |
| Name                             | ICAO- Code | IATA- Code | Richtung              | Belag      | Größe                   | Jahr        | Betreiber                                                 | Stationierter militär. Verband                             | Bundes- land |
| -------------------------------- | ---------- | ---------- | --------------------- | ---------- | ----------------------- | ----------- | --------------------------------------------------------- | ---------------------------------------------------------- | ------------ |
| Heeresflugplatz Altenstadt       | ETHA       | –          | 09/27                 | A          | 0700×30                 |             | Heer                                                      | Luftlande- und Lufttransportschule                         | BY           |
| Ansbach AHP                      | ETEB       | –          | 08/26                 | A          | 0370×20                 |             | US Army                                                   | 12th Combat Aviation Brigade                               | BY           |
| Baumholder AAF                   | ETEK       | –          | 07/25                 | A          | 0575×16                 |             | US Army                                                   |                                                            | RP           |
| Flughafen Berlin Brandenburg     | EDDB       | BER        | 07L/25R 07R/25L       | A          | 3600×45 4000×45         | 2020        | Luftwaffe / Flughafen Berlin Brandenburg GmbH             | Flugbereitschaft des BMVg (Außenstelle)                    | BB           |
| Flughafen Berlin-Tegel           | EDDT       | TXL        | 08L/26R 08R/26L       | A          | 3022×45 2427×45         | 1948        | Luftwaffe / Flughafen Berlin Brandenburg GmbH             | Flugbereitschaft des BMVg (Außenstelle)                    | BE           |
| Fliegerhorst Büchel              | ETSB       | –          | 03/21                 | AS         | 2507×45                 | 1955        | Luftwaffe                                                 | Taktisches Luftwaffengeschwader 33                         | RP           |
| Heeresflugplatz Bückeburg        | ETHB       | –          | 08/26                 | AS         | 1831×45                 | 1946        | Heer                                                      | Internationales Hubschrauberausbildungszentrum             | NI           |
| Heeresflugplatz Celle            | ETHC       | ZCN        | 08/26                 | A          | 2135×45                 | 1934        | Heer                                                      | Ausbildungs- und Übungszentrum Luftbeweglichkeit           | NI           |
| Fliegerhorst Diepholz            | ETND       | –          | 08/26                 | AS         | 1283×45                 | 1936        | Luftwaffe                                                 | Waffensystemunterstützungszentrum 2                        | NI           |
| Heeresflugplatz Faßberg          | ETHS       | –          | 09/27                 | AS G       | 1000×50 500×29          | 1934        | Heer                                                      | Transporthubschrauberregiment 10                           | NI           |
| Heeresflugplatz Fritzlar         | ETHF       | FRZ        | 12/30                 | A          | 1043×30                 | 1937        | Heer                                                      | Kampfhubschrauberregiment 36                               | HE           |
| Fliegerhorst Geilenkirchen       | ETNG       | GKE        | 09/27                 | B          | 3051×45                 | 1953        | NATO                                                      | NAEW&C Force Command                                       | NW           |
| Grafenwöhr AAF                   | ETIC       | –          | 14/32                 | A          | 1007×22                 |             | US Army                                                   |                                                            | BY           |
| Hohenfels AAF                    | ETIH       | –          | 09/27                 | A          | 0665×22                 |             | US Army                                                   |                                                            | BY           |
| Fliegerhorst Hohn                | ETNH       | –          | 08/26                 | BS         | 2440×30                 |             | Luftwaffe                                                 | Taktisches Luftwaffengeschwader 51                         | SH           |
| Fliegerhorst Holzdorf            | ETSH       | –          | 09/27                 | AS         | 2419×30                 | 1974        | Luftwaffe                                                 | Hubschraubergeschwader 64                                  | ST / BB      |
| Illesheim AHP                    | ETIK       | –          | 05/24                 | A          | 0861×27                 |             | US Army                                                   | 12th Combat Aviation Brigade                               | BY           |
| Fliegerhorst Ingolstadt/Manching | ETSI       | IGS        | 07R/25L 07L/25R       | BS         | 2940×60 2439×30         | 1938        | Bundeswehr / Ingolstadt-Manching Airport GmbH             | Wehrtechnische Dienststelle 61                             | BY           |
| Kaiserslautern Depot AHP         | ETED       | –          | –                     | B          | 015×15                  |             | US Army                                                   |                                                            | RP           |
| Flughafen Köln/Bonn              | EDDK       | CGN        | 13L/31R 06/24 13R/31L | A B A      | 3815×60 2459×45 1863×45 | 1938        | Luftwaffe / Flughafen Köln-Bonn GmbH                      | Flugbereitschaft des BMVg                                  | NW           |
| Fliegerhorst Laage               | ETNL       | RLG        | 10/28                 | B          | 2500×45                 | 1984        | Luftwaffe / Flughafen Rostock-Laage- Güstrow GmbH         | Taktisches Luftwaffengeschwader 73                         | MV           |
| Landstuhl AHP                    | ETIP       | –          | –                     | B          | 076×15                  |             | US Army                                                   |                                                            | RP           |
| Landstuhl Hospital AHP           | ETIY       | –          | –                     | B          | 015×15                  |             | US Army                                                   | Landstuhl Regional Medical Center                          | RP           |
| Fliegerhorst Laupheim            | ETHL       | –          | 09/27 03/21           | T G        | 1646×30 0600×50         | 1940        | Luftwaffe                                                 | Hubschraubergeschwader 64                                  | BW           |
| Fliegerhorst Lechfeld            | ETSL       | –          | 03/21                 | BS         | 2678×30                 | 1912        | Luftwaffe                                                 | Taktisches Luftwaffengeschwader 74 (als Ausweichflugplatz) | BY           |
| Fliegerhorst Meppen              | ETWM       | –          | 06/24                 | G          | 0600×60                 |             | Bundeswehr                                                | Wehrtechnische Dienststelle 91                             | NI           |
| Fliegerhorst Neuburg             | ETSN       | –          | 09/27                 | AS         | 2440×30                 | 1960        | Luftwaffe                                                 | Taktisches Luftwaffengeschwader 74                         | BY           |
| Heeresflugplatz Niederstetten    | ETHN       | –          | 07/25                 | AS         | 1012×30                 | 1957        | Heer                                                      | Transporthubschrauberregiment 30                           | BW           |
| Fliegerhorst Nörvenich           | ETNN       | QOE        | 07/25                 | AS         | 2439×45                 | 1954        | Luftwaffe                                                 | Taktisches Luftwaffengeschwader 31                         | NW           |
| Fliegerhorst Nordholz            | ETMN       | NDZ        | 08/26                 | B          | 2439×45                 | 1912        | Marine / Flughafen Betriebsgesellschaft Cuxhaven/Nordholz | Marinefliegergeschwader 3 Marinefliegergeschwader 5        | NI           |
| Ramstein AB                      | ETAR       | RMS        | 09/27 08/26           | AB         | 3202×45 / 3400×60       | 1951 / 2005 | US Air Force                                              | United States Air Forces in Europe                         | RP           |
| Fliegerhorst Schleswig           | ETNS       | WBG        | 05/23                 | AS         | 2439×30                 | 1916        | Luftwaffe                                                 | Taktisches Luftwaffengeschwader 51                         | SH           |
| Spangdahlem AB                   | ETAD       | SPM        | 04/22                 | A          | 3052×45                 | 1953        | US Air Force                                              | 52nd Fighter Wing                                          | RP           |
| Stuttgart Army Airfield          | EDDS       | STR        | 07/25                 | B          | 3345×45                 | 1939        | US Army / Flughafen Stuttgart GmbH                        |                                                            | BW           |
| Vilseck AAF                      | ETOI       | –          | 10/28                 | A          | 1067×24                 |             | US Army                                                   | 2. US-Kavallerieregiment                                   | BY           |
| Wiesbaden AAF                    | ETOU       | WIE        | 08/26                 | A          | 2155×36                 | 1929        | US Army                                                   | US Army Europe (USAREUR)                                   | HE           |
| Fliegerhorst Wittmundhafen       | ETNT       | –          | 08/26                 | AS         | 2440×30                 | 1951        | Luftwaffe                                                 | Taktisches Luftwaffengeschwader 71                         | NI           |
| Fliegerhorst Wunstorf            | ETNW       | –          | 08/26 03/21           | A          | 2499×46,5 1699×48       | 1935        | Luftwaffe                                                 | Lufttransportgeschwader 62                                 | NI           |

## Begriffserklärung und Hintergrundinformationen
- Name: Es ist der offizielle Name angegeben, wie er in den maßgeblichen Luftfahrtveröffentlichungen verwendet wird. Dabei werden folgende Abkürzungen verwendet:
  - AAF: Army Air Field = Heeresflugplatz des US-amerikanischen Heeres
  - AB: Airbase = Fliegerhorst der US-amerikanischen Luftwaffe
  - AHP: Army Heliport = Hubschrauberlandeplatz des US-amerikanischen Heeres
- ICAO-Code: Der ICAO-Code besteht immer aus vier Buchstaben, wobei für Nordeuropa der erste Buchstabe das „E“ ist. Der zweite Buchstabe bezeichnet das Land; die Bundesrepublik Deutschland nutzt den Buchstaben „D“. Nach der deutschen Wiedervereinigung bestand ein großer Bedarf an diesem zweiten Buchstaben, um die in der ehemaligen Deutschen Demokratischen Republik gelegenen Flugplätze neu zu kennzeichnen. So wurden 1992 die Militärflugplätze in ganz Deutschland von „EDxx“ in „ETxx“ umcodiert und dabei das weiter unten erläuterte System des dritten Buchstabens eingeführt. Somit standen erheblich mehr mögliche ICAO-Codes zur Verfügung mit welchen der hohe Bedarf gedeckt werden konnte (man beachte, dass es Anfang der 1990er Jahre wesentlich mehr militärische Flugplätze in Deutschland gegeben hat als heute). „ET“ waren bis dahin die von der ehemaligen DDR genutzten Anfangsbuchstaben. Der dritte Buchstabe gibt seit 1992 Aufschluss über den Betreiber des Fliegerhorstes:
  - ETHx = Bundeswehr, Heer, Heeresflieger
  - ETMx = Bundeswehr, Marine, Marineflieger
  - ETNx = Bundeswehr, Luftwaffe, Norddeutschland
  - ETSx = Bundeswehr, Luftwaffe, Süddeutschland
  - ETWx = Bundeswehr, zivile Wehrverwaltung, einziger Anwendungsfall: Wehrtechnische Dienststelle 91, Fliegerhorst Meppen
  - ETAx = US-amerikanische Streitkräfte, US-amerikanische Luftwaffe
  - ETEx = US-amerikanische Streitkräfte, US-amerikanisches Heer
  - ETIx = US-amerikanische Streitkräfte, US-amerikanisches Heer
  - ETOx = US-amerikanische Streitkräfte, US-amerikanisches Heer
  - ETUx = Britische Streitkräfte
    - Der vierte und letzte Buchstabe stellt bei den Flugplätzen der Bundeswehr eine Beziehung zum Namen der zugeordneten Stadt dar. Meist wird der erste Buchstabe der entsprechenden Stadt gewählt. Falls dieser bereits vergeben ist, wird ein anderer Buchstabe aus dem Stadtnamen verwendet. Beispielsweise ETSL = Fliegerhorst Lechfeld, ETSA = Fliegerhorst Landsberg/Lech.
    - Auch wenn die International Civil Aviation Organization (ICAO) vom Namen her eine zivile Organisation ist, ist eine scharfe Trennung zwischen Militär und Zivil in der Luftfahrt nicht mehr möglich. Daher wurden viele ihrer Regularien (so auch die ICAO-Codes) vom Militär übernommen, teilweise sogar mit entworfen.
- IATA-Code: Der IATA-Code für Flughäfen besteht immer aus drei Buchstaben. Er ist wie der ICAO-Code weltweit jeweils nur einmal vergeben. Jedoch lassen die Kürzel keine Rückschlüsse auf die regionale Zugehörigkeit des jeweiligen Flughafens zu. Vielmehr wird versucht, einen Bezug zum Namen des betreffenden Platzes herzustellen.

Die von der International Air Transport Association (IATA) vergebenen Codes dienen ausschließlich den Zwecken des zivilen Lufttransportes (zum Beispiel ist auf den Gepäckstücken und Flugtickets Reisender stets der IATA-Code des Bestimmungsflughafens angegeben). Aus diesem Grund sind nur wenige militärische Flughäfen mit einem solchen Code versehen, sofern dafür Bedarf bestand oder besteht.
- Piste: Aufgeführt sind die Start- und Landebahnen, die in den offiziellen Luftfahrthandbüchern Erwähnung finden.
  - Richtung: Die An- und Abflugrichtung zur jeweiligen Piste. Die Zahlen ergeben sich aus der Ausrichtung der Bahn nach dem magnetischen Norden, auf- bzw. abgerundet zum nächstgelegenen vollen Zehnerschritt und anschließend gekürzt um die letzte Stelle (beispielsweise wird aus 258° Piste 26).
Dadurch bedingt können durch das stetige „Wandern“ des magnetischen Nordpols die Pistenbezeichnungen wechseln. So wurde am Flughafen Köln/Bonn zum 16. Februar 2006 die Pistenbezeichnung einer Bahn von 07/25 auf 06/24 geändert.
    - Hat ein Flughafen zwei parallele Pisten mit der gleichen magnetischen Ausrichtung, wird die Pistenbezeichnung üblicherweise um den Zusatz „L“ (Links) bzw. „R“ (Rechts) – jeweils aus der Anflugrichtung gesehen – erweitert. Besteht dabei eine der beiden Pisten aus einer Graslandebahn (englisch: Lane), ist es beim Militär auch üblich, anstelle „L“ und „R“ die Pistenbezeichnung der Graslandebahn zur Unterscheidung mit „Lane“ oder „Gras“ zu verbinden, während die befestigte Start- und Landebahn einfach mit „Piste“ oder „Runway“ bezeichnet wird. Dies findet beispielsweise auf dem Heeresflugplatz Faßberg (Piste 09/27 und Gras 09/27) und dem Fliegerhorst Wunstorf (Piste 08/26 und Gras 08/26) Anwendung.
    - Belag: Die Oberflächenbeschaffenheit der Start- und Landebahnen. Aufgrund der notwendigen Tragfähigkeit wird zumindest an Einrichtungen mit Starrflüglern in der Regel Asphalt oder Beton verwendet.
Asphalt bietet den Vorteil, dass es bei Reparaturarbeiten auch während der Nachtzeiten aufgebracht werden kann und zu Tagesbeginn die Piste bereits wieder verfügbar ist. Beton dagegen erreicht eine höhere Tragfähigkeit und Lebensdauer. Gelegentlich besteht auch eine Mischung von Asphalt und Beton. In diesem Fall ist das hauptsächlich verwendete Material angegeben. Antiskid ist ein zusätzlicher Belag, der auf die Bahn gebracht werden kann, um die Bremswirkung zu erhöhen und gleichzeitig die Rutschgefahr zu minimieren.

In der Liste werden die folgenden Abkürzungen verwendet:
      - A: Asphalt
      - B: Beton
      - G: Gras
      - T: Bitumen
      - S: Als Zusatz zu den oben genannten Materialien, wenn ein Antiskid-Belag vorhanden ist.

    - Größe: Beschreibt die Ausmaße der entsprechenden Piste (Länge × Breite) in Metern. Die verbindliche Angabe der Pistendimensionen in offiziellen Publikationen erfolgt stets in Fuß, der in der Luftfahrt verwendeten Maßeinheit für kurze Entfernungen am Boden.
Um eine bessere Verständlichkeit für Leser ohne Fachbezug zu erreichen, werden diese Angaben in Nachschlagewerken der Staaten mit metrischem System häufig in Metern umgerechnet. Durch die Umrechnung und Rundung entstehen zwischen den verschiedenen Quellen gelegentlich geringe Differenzen. Die hier gemachten Angaben entstammen direkt aus offiziellen Publikationen soweit vorhanden, oder wurden von solchen mit dem Faktor 0,305 umgerechnet.
      - Anmerkung: Insbesondere bei Heeresflugplätzen ist es üblich, weitere kurze Graslandebahnen (englisch: Lanes) zu installieren um Hubschrauber-Notverfahren zu üben. Damit werden das Kufenlandegestell des Hubschraubers und die Oberfläche der Piste geschont. Die Anzahl der Lanes richtet sich nach Größe des verfügbaren Geländes und Auftrag der stationierten Einheit. So sind beispielsweise am Heeresflugplatz Celle zusätzlich zur Start- und Landebahn 14 Graslande- und Übungsflächen eingerichtet. Solche Einrichtungen sind üblicherweise nicht veröffentlicht und sie stehen häufig nicht vollständig zur Verfügung, um eine wechselnde Rekultivierung des Untergrundes zu ermöglichen. Da sie überwiegend nur für die vor Ort stationierten Einheiten von Bedeutung sind, werden Lanes in dieser Aufstellung nur berücksichtigt, wenn sie im Luftfahrthandbuch genannt sind.
- Jahr: Datum der Eröffnung des Flughafens oder -platzes, sofern nachprüfbare Unterlagen darüber existieren. In der Regel fällt dies zusammen mit der Nutzung als militärischer Fliegerhorst. Eine Ausnahme bildet Wiesbaden AAF: Der Platz wurde 1929 eröffnet, die militärische Nutzung begann jedoch erst 1936.

Andere Plätze wurden vom Militär errichtet und genutzt, später dann in zivile Verwaltung übergeben und anschließend erneut ganz oder teilweise vom Militär übernommen (beispielsweise Bamberg AAF).
Weiterhin wurden alle zwischen dem Ersten Weltkrieg und 1936 erbauten oder offen gehaltenen Flugplätze offiziell nur zivil genutzt. Dies hängt damit zusammen, dass dem Deutschen Reich aufgrund des Versailler Vertrages Luftstreitkräfte verboten waren. Jedoch wurde bereits ab 1933 unter der Tarnbezeichnung des Deutschen Luftsportverbandes (D.L.V.) Luftwaffeneinheiten aufgestellt und überall in Deutschland Fliegerhorste errichtet. Dies ist gleichbedeutend mit dem Beginn der militärischen Nutzung.
- Betreiber: Der Betreiber ist die für den Flughafen oder -platz verantwortliche Stelle. Diese ist beim Militär üblicherweise die Teilstreitkraft des Hauptnutzers. Der Betreiber muss nicht zwangsläufig auch der Eigentümer und damit Hausherr sein.
Bei der Bundeswehr ist der Eigentümer einer Liegenschaft grundsätzlich die zuständige Wehrbereichsverwaltung. Dies liegt an der im Grundgesetz für die Bundesrepublik Deutschland vorgeschriebenen Trennung zwischen Militär (Bedarfsträger) und ziviler Wehrverwaltung (Bedarfsdecker). Bei ziviler oder militärischer Mitbenutzung gibt es einen hauptverantwortlichen (in der Liste erstgenannten) und einen nebenverantwortlichen Nutzer. Die Aufteilung von Rechten und Pflichten zwischen diesen beiden ist vertraglich geregelt.
Folgende Abkürzungen und Bezeichnungen werden zur Beschreibung des militärischen Betreibers verwendet:
  - BR Army: British Army = britisches Heer
  - US Army: = US-amerikanisches Heer
  - US Air Force: = US-amerikanische Luftwaffe
- zugeordnete Stadt: Die Stadt, nach der der Fliegerhorst benannt ist oder auf dessen Gemeindegebiet er (zumindest teilweise) liegt. Dies ist bei Flughäfen und Flugplätzen (unabhängig ob zivil oder militärisch) oftmals nicht die Stadt oder Gemeinde, in der die Postanschrift liegt. Bei überregionalen Flughäfen wird der Name meist von der nächstgelegenen Großstadt abgeleitet. Bei kleineren Plätzen spielen oft auch die historische Entwicklung beziehungsweise örtliche Gepflogenheiten oder Befindlichkeiten eine Rolle.
 Aufgrund der von der NATO vorgeschriebenen organischen Trennung zwischen Fliegerhorst und dazugehöriger Kaserne mit Verwaltungs- und Unterstützungsanteilen für Luftwaffeneinrichtungen kommt es manchmal zu Irritationen. So liegt der Fliegerhorst Landsberg/Lech in der Ortschaft Penzing und ist auch dort postalisch erreichbar. Daher wird er im regionalen, inoffiziellen Sprachgebrauch auch manchmal Fliegerhorst Penzing genannt.
- Land: Einige der unten aufgeführten Fliegerhorste liegen an oder auf Grenzen zwischen Ländern. Genannt ist das Land, über das sich die Einrichtung hauptsächlich erstreckt. Im Zweifelsfall das Land, auf dem der „Referenzpunkt“ liegt.
Dies ist der Bezugspunkt nach dem die Koordinate eines Flughafens oder Flugplatzes festgelegt wird. Normalerweise liegt er exakt in der Mitte der Piste. Bei Flughäfen mit mehreren Pisten liegt dieser Punkt entweder auf der Hauptpiste oder auf der rechnerischen Mitte zwischen den Pisten. Der Referenzpunkt ist optisch meist leicht hervorgehoben, um eine Erkennung aus der Luft zu ermöglichen. Seine genauen Koordinaten sind veröffentlicht. Er wird auch dazu genutzt, die Navigationsausrüstung (beispielsweise Global Positioning System) von Luftfahrzeugen vor oder beim Abflug exakt einzustellen.
Die Nennung des jeweiligen Landes erfolgt mittels der Abkürzungen nach ISO 3166-2
  - BE: Berlin
  - BW: Baden-Württemberg
  - BY: Bayern
  - HE: Hessen
  - MV: Mecklenburg-Vorpommern
  - NI: Niedersachsen
  - NW: Nordrhein-Westfalen
  - RP: Rheinland-Pfalz
  - SH: Schleswig-Holstein
  - ST: Sachsen-Anhalt

## Nutzung und Ausstattung
Fliegerhorste sind entsprechend ihrer hauptsächlichen Nutzung durch Kampf- und Transportflugzeugverbände der Bundeswehr ausgestattet und unterscheiden sich darin von den Heeresflugplätzen. Alle Fliegerhorste haben eine Kontrollzone und sind unter Instrumentenflugbedingungen anfliegbar. Dazu stehen meist mehrere Anflughilfen zur Verfügung, wie ungerichtete Funkfeuer, VASIS oder PAPI, TACAN, ILS, spezielle Vorrichtungen für Anflüge mittels bordeigenem Radar der Luftfahrzeuge (ARA – Airborne Radar-Approach) und weitere Möglichkeiten sowie das flugplatzeigene Präzisionsanflugradar.
Bei hauptsächlicher Nutzung durch Kampfflugzeuge sind in der Regel Kabelfanganlagen an den Enden der Start- und Landebahn installiert.
Anders als bei Heeresflugplätzen besteht zwischen dem Fliegerhorst und dem Unterkunfts- und Verwaltungsbereich meist eine räumliche Trennung von mehreren Kilometern. Damit soll bei einem Angriff auf den Flugplatz die Führung des Verbandes weiterhin sichergestellt werden. Dadurch kommt es vor, dass Fliegerhorste eine andere postalische Adresse haben als ihre tatsächliche Lage es vermuten ließe. Beispielsweise ist der Fliegerhorst Landsberg/Lech postalisch über Penzing erreichbar. Dies führt dazu, dass der Flugplatz oft irrtümlich als Fliegerhorst Penzing bezeichnet wird.

## Gliederung

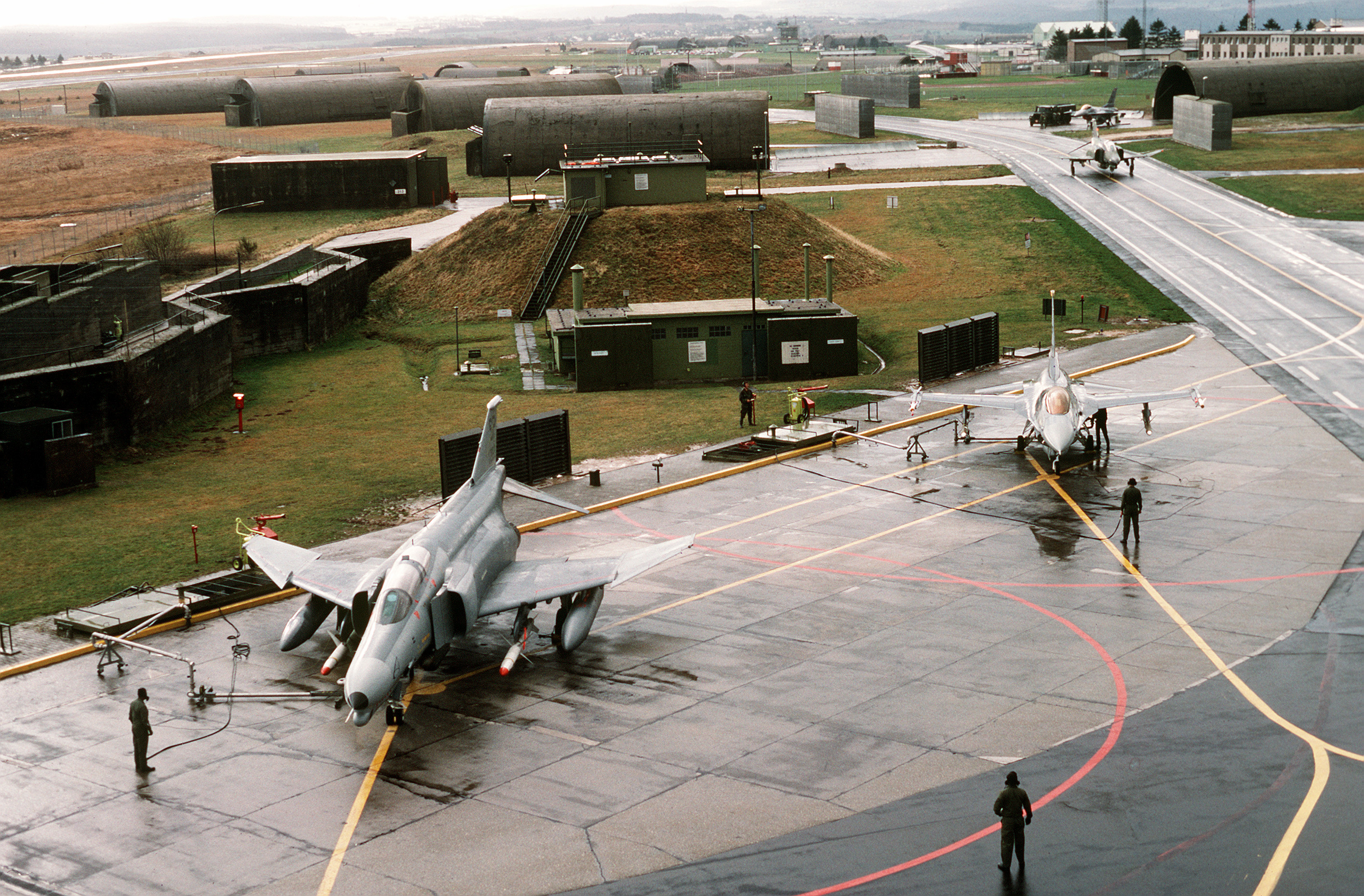
McDonnell F-4 und F-16, Hardened Aircraft Shelters auf Spangdahlem Air Base im Jahr 1990

Ein Fliegerhorst der deutschen Luftwaffe beherbergt in der Regel einen fliegenden Verband, ein so genanntes Geschwader. Ein Geschwader entspricht hinsichtlich Stärke und operativem Auftrag einem Regiment.
Das Geschwader gliederte sich in der Vergangenheit in der Regel in einen Geschwaderstab und folgende Gruppen, wobei eine "Gruppe" einem Bataillon gleichgesetzt werden kann:
Fliegende Gruppeder operative Teil des Geschwaders, bestehend aus einem Stab, den fliegenden Staffeln und der Flugbetriebstaffel (Flugsicherung, Feuerwehr, Fernmelder, Flugsicherungs-/Fernmeldetechniker)
Technische Gruppedie zur unmittelbaren Herstellung und Erhaltung der Gefechtsbereitschaft der operativen Komponente erforderlichen technischen Ressourcen, z. B. Werft, Flugzeuginstandhaltung und -wartung, Bordwaffen, elektronische Kampfführung
Fliegerhorstgruppedie weiteren bodengebundenen Komponenten des Geschwaders, die nicht unmittelbar an der Durchführung des fliegerischen Einsatzauftrages beteiligt sind, z. B. Kfz-Wesen, Bewachung, Nachschub und Versorgung, ABC-Abwehr, Flugplatzinstandhaltung usw.
Kommandeur des Geschwaders ist der Kommodore, in der Regel ein Offizier im Rang eines Obersts.